# Calle de Fortuny
La calle de Fortuny es una vía urbana del barrio de Almagro, en el distrito de Chamberí de la ciudad de Madrid. Va desde la calle de Fernando el Santo hasta el paseo del General Martínez Campos, y está dedicada al pintor Mariano Fortuny, autor de obras singulares del preciosismo como La vicaría (1870). Además de su etiqueta de «calle aristocrática», los palacetes de su recorrido acogieron instituciones históricas como la primera sede de la Residencia de Estudiantes, el Instituto Internacional de Señoritas.

## Historia
Creada en el conjunto de calles residenciales del barrio de Fernando el Santo, en el antiguo distrito de Buenavista, dependiente de la parroquia de Santa Bárbara, su primer tramo, partiendo del antiguo paseo del Cisne, se llamó calle de Morejón, dedicada al médico ilustrado Antonio Hernández Morejón, hasta que en 1875 tomó el nombre del pintor catalán.

## Edificios

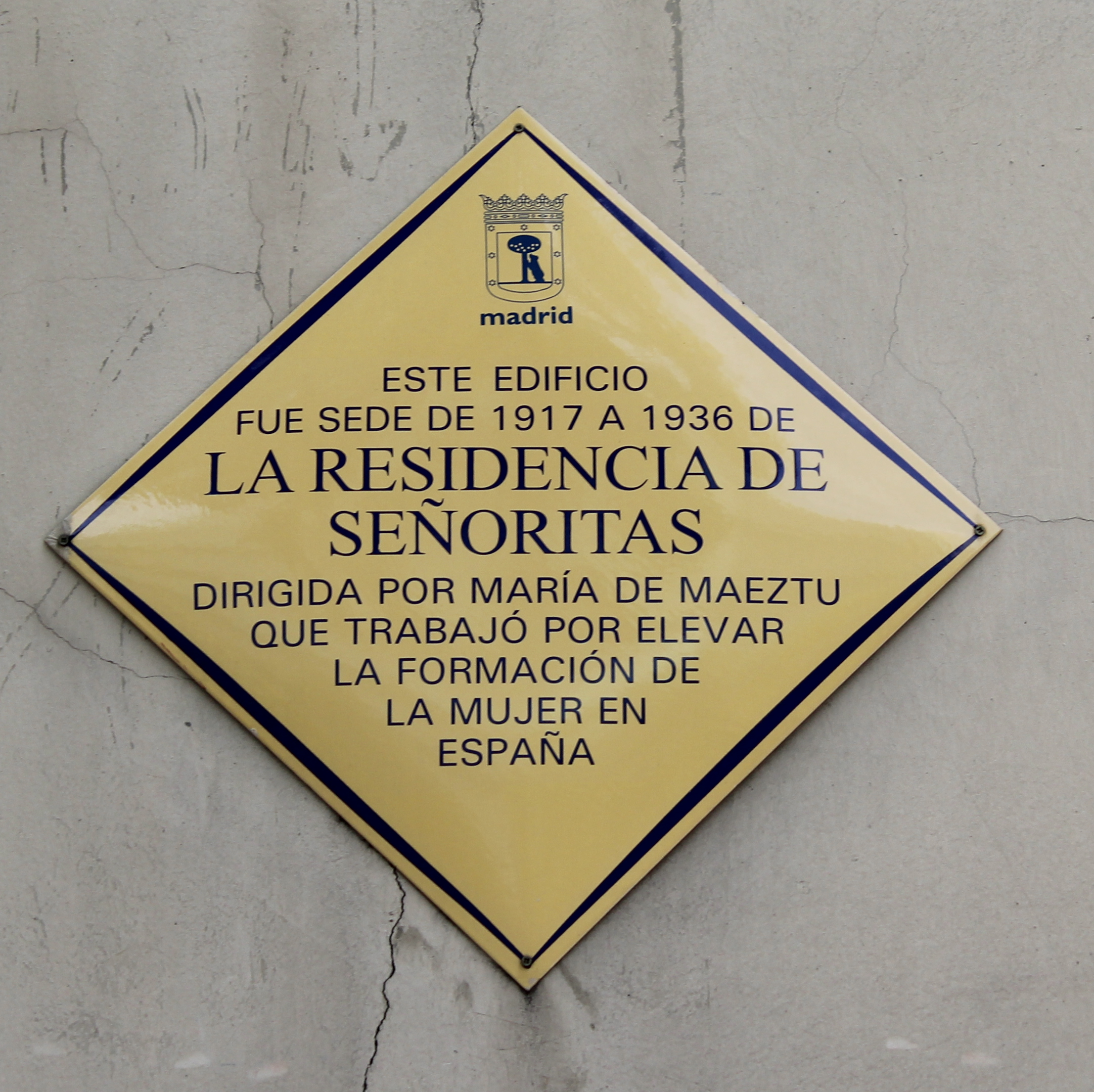
Placa municipal en la que fuera residencia de Señoritas.

Además del los mencionados hotelitos que albergaron la Residencia de Estudiantes y luego la de Señoritas y el Lyceum Club,, se conserva como embajada de Alemania el primitivo Colegio Alemán, (que fue confiscado tras la Segunda Guerra Mundial para acoger durante unos años el Instituto de Bachillerato Cervantes) y en el número 53 la Fundación José Ortega y Gasset. También se encuentran en su recorrido la parte posterior del Edificio Pirámide, y al final de la calle, en su encuentro con el paseo de Eduardo Dato, el Instituto Valencia de Don Juan, y el antiguo palacio Bermejillo, sede de la oficina del Defensor del Pueblo.

## Vecinos
En uno de sus edificios vivió sus últimos años el actor Rafael Calvo, muerto en Cádiz en 1888. En su casa del número 7, murió en 1958 el político Antonio Royo Villanova.

## Chaflanes arquitectónicos

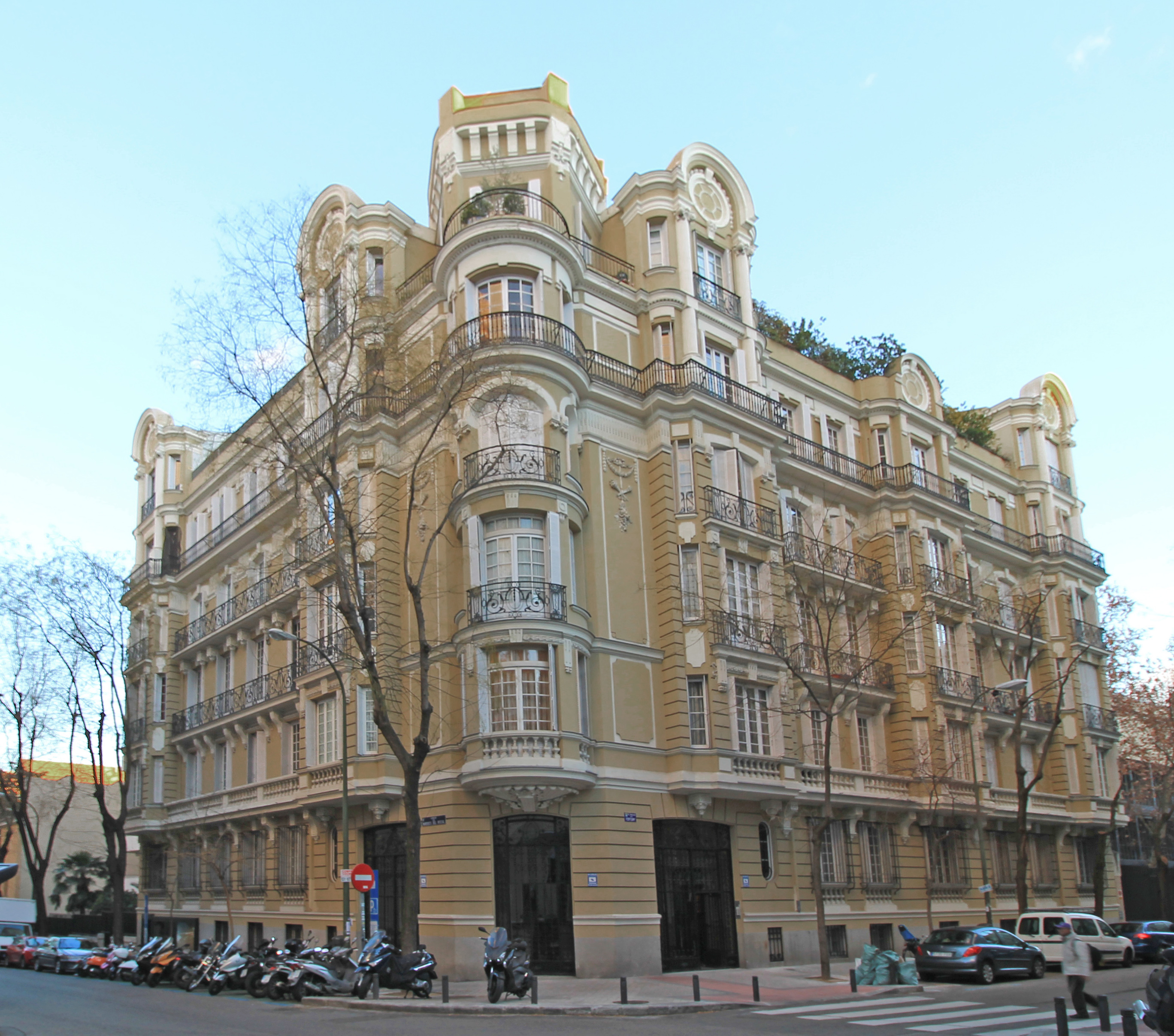
En el n.º 10
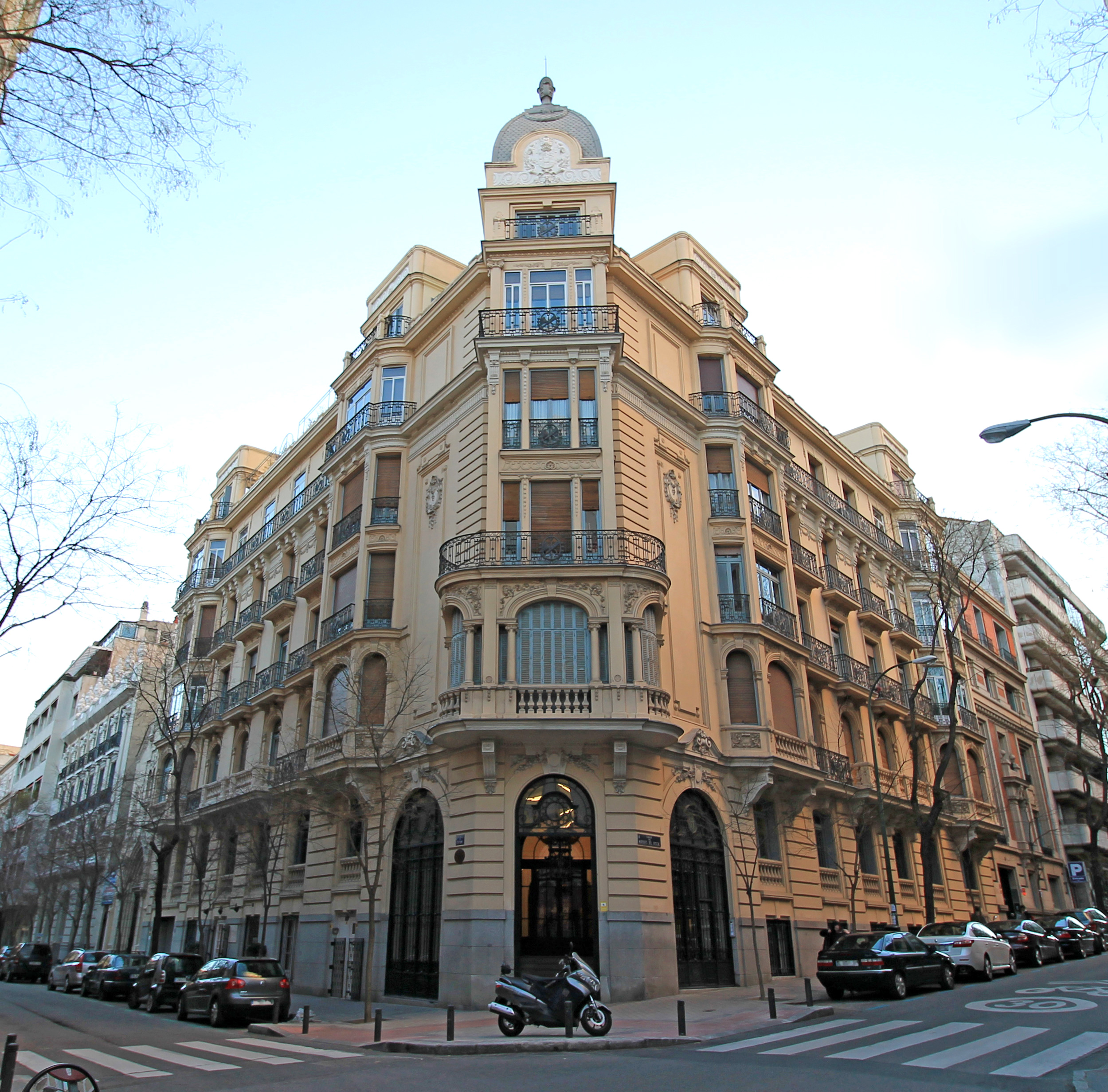
En el n.º 23
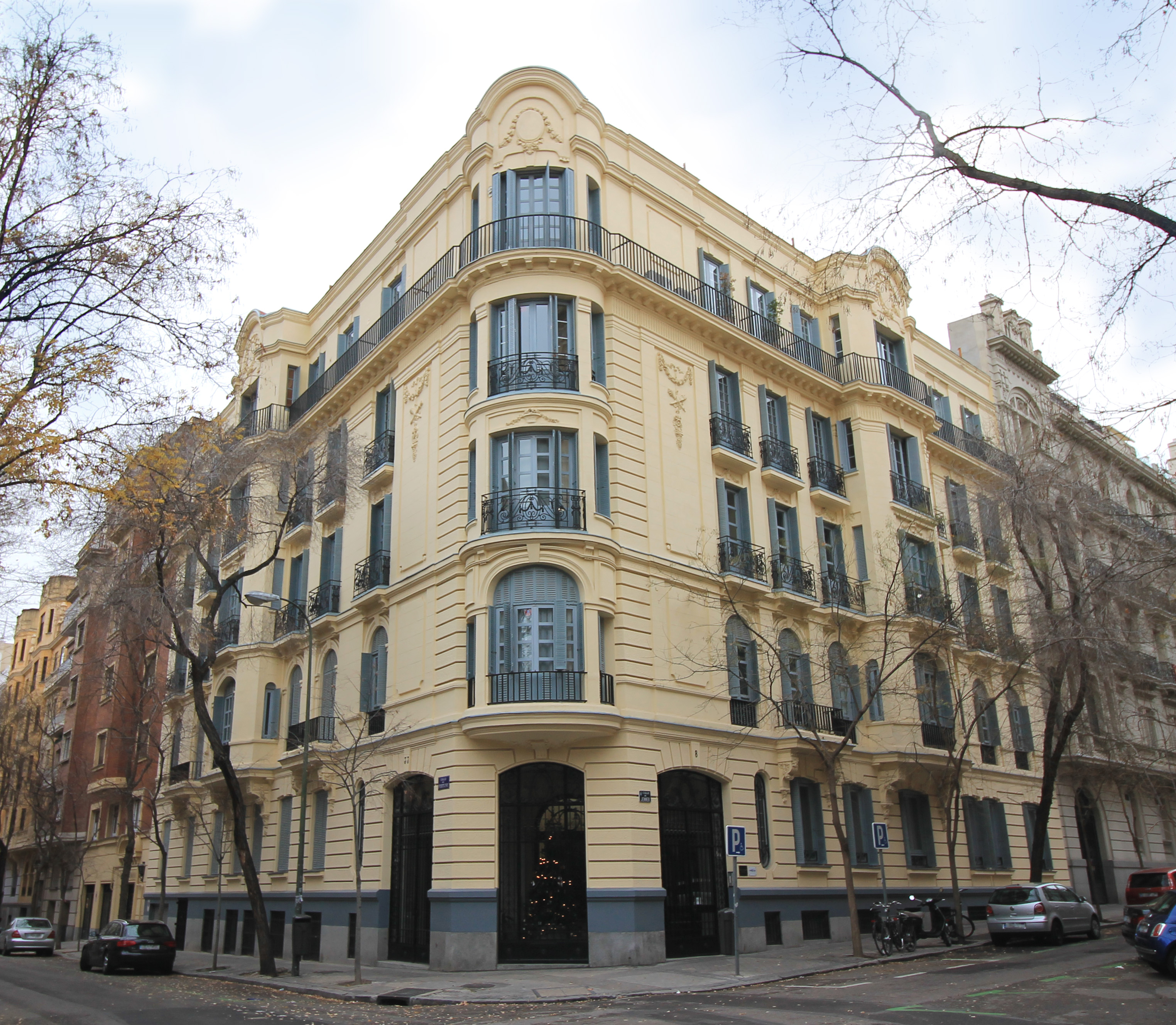
En el n.º 33
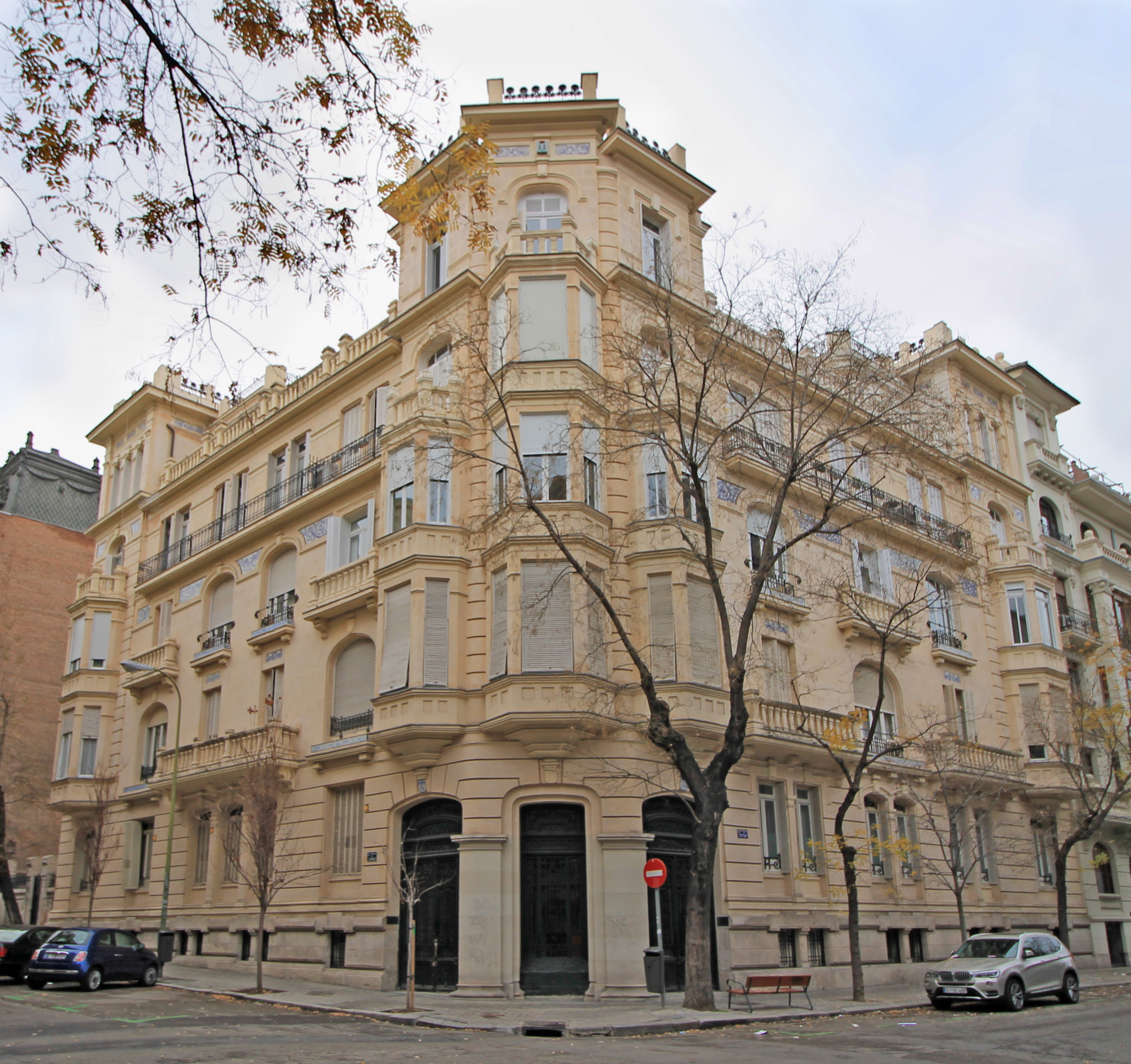
En el n.º 35